# Renatinho (futebolista, 1987)
Renato Carlos Martins Júnior, mais conhecido como Renatinho (São Vicente, 14 de maio de 1987) é um ex-futebolista brasileiro que atuava como atacante.

## Carreira
Destaque da base santista, onde foi campeão paulista sub-17 em 2004, Renatinho estreou no profissional em 19 de março de 2006, na vitória de 2 a 0 sobre o Ituano pelo Campeonato Paulista. No mês seguinte, foi titular da Seleção Brasileira Sub-20 no título da Copa Internacional do Mediterrâneo, em Barcelona, anotando três gols. Em 2006, atuou em mais alguns jogos, porém, ainda não se firmando no profissional.
Marcou seu primeiro gol em 11 de abril de 2007, na vitória sobre o Juventus por 2x0 pelo Campeonato Paulista. Seu maior momento com a camisa alvinegra veio em 6 de junho de 2007, pela Copa Libertadores: no jogo de volta das semifinais, na Vila Belmiro, ele marcou duas vezes na vitória contra o Grêmio por 3 a 1; contudo, o time gaúcho avançou à final por um gol.  Nesta temporada, atuou em 29 partidas e marcou 6 gols.
Ao todo, fez 49 jogos e  marcou 8 gols pelo clube. Em 2008, após uma boa participação no Campeonato Paulista, Renatinho deixa o Santos, onde foi registrado no Rentistas. No mesmo ano, Renatinho acerta com o Kawasaki Frontale, do Japão, onde fez sucesso nas três temporadas em que defendeu o clube.
Em 2010, Renatinho acerta com Portimonense.
Em março de 2011, Renatinho acerta sua volta para o Brasil, desta vez pelo São Caetano em busca do bom futebol. Em outubro do mesmo ano, o São Caetano acerta sua rescisão pois não estava sendo aproveitado no time.
Em 2012, acertou com o Hangzhou Greentown, da China.
Em 2016, atuou pelo Skenderbeu da Albânia.
Em março de 2020, acertou com o Brasiliense.
Em fevereiro de 2021, o jogador foi apresentado no Linense. Pelo clube, disputou apenas três jogos da Série A3 do Campeonato Paulista de 2021.

## Títulos
Santos
- Campeonato Paulista: 2006, 2007[15]